# Sean Rogerson
Pour les articles homonymes, voir Rogerson.
Sean Rogerson est un acteur canadien. Il est notamment connu pour avoir joué Lance Preston, le personnage principal du film Grave Encounters.